# Anand Sahib
Anand Sahib est une prière sikhe. Elle fait partie des Cinq Banis et est lue chaque matin dans les temples sikhs, les gurdwaras. Elle a été écrite par le troisième gourou, Guru Amar Das. Elle parle de bonheur, de béatitude, de joie et cela en trouvant le véritable Guru. Il est dit qu'en récitant cette prière, le croyant atteint le bonheur (traduction de anand). Cette prière reflète l'esprit sikh qui doit être concentré sur Dieu et ses préceptes; ainsi tout sikh n'est nullement marqué par les peines comme les plaisirs terrestres.
Cette prière est utilisée dans de nombreuses cérémonies sikhes, dans des mariages comme des enterrements. Elle se situe entre les pages 917 et 922 du Guru Granth Sahib.
Voici deux de ces versets, issu du début de ce Bani:

ਅਨੰਦੁ ਭਇਆ ਮੇਰੀ ਮਾਏ ਸਤਿਗੁਰੂ ਮੈ ਪਾਇਆ. 
Je suis en extase, ô ma mère, car j'ai retrouvé mon vrai Guru. 
ਸਤਿਗੁਰੁ ਤ ਪਾਇਆ ਸਹਜ ਸੇਤੀ ਮਨਿ ਵਜੀਆ ਵਾਧਾਈਆ. 
J'ai trouvé le vrai Guru, avec une facilité intuitive, et mon esprit vibre à la musique du bonheur.